# Henryk Balk
Henryk Balk (ur. 1901, zm. 1941 we Lwowie) – poeta, nauczyciel.

## Życiorys
Był związany ze Lwowem, pochodził z rodziny żydowskiej, był synem Zygmunta Balka, zamieszkiwał w domu rodzinnym przy ul. Hermana 6 we Lwowie (późniejsza ul. Łemkowska). W 1914 ukończył V klasę w C. K. V Gimnazjum we Lwowie.
Publikował poezję, a także wydał swoje studium psychograficzne, w którym analizował wyobraźnię artystyczną Stanisława Wyspiańskiego. Z przekonań był komunistą, pracował jako nauczyciel polonista. Należał do Lwowskiego Związku Pisarzy. Publikował w Sygnałach.
Popełnił samobójstwo w 1941, uniemożliwiając tym samym osadzenie siebie w getcie.

## Twórczość
- Z badań nad wyobraźnią artystyczną Stanisława Wyspiańskiego (1927)
- Anioł nieznany (1932)
- Rozmowy z nocą (1934)